# Bengalia chromatella
Bengalia chromatella är en tvåvingeart som beskrevs av Seguy 1946. Bengalia chromatella ingår i släktet Bengalia och familjen spyflugor. Inga underarter finns listade i Catalogue of Life.